# Going to Hell (álbum)
Going To Hell es el segundo álbum de estudio de la banda estadounidense de rock The Pretty Reckless. Fue lanzado en marzo de 2014 por Razor & Tie en Estados Unidos y por Cooking Vinyl en Europa.

## Ventas
Going to Hell debutó en el número cinco en ventas en la lista de Billboard 200, vendiendo en su primera semana 35 000 copias, logrando ser el primer álbum de la banda en llegar al top 10 y más alto en ventas. En de octubre de 2016, el álbum había vendido 225 000 copias sólo en los Estados Unidos. El álbum entró en la lista UK Albums Charts en el número ocho, vendiendo 9693 copias en su primera semana. En Japón, debutó en el número 50 en el Oricon Weekly Albums Chart con 1795 copias vendidas. El 17 de marzo de 2016, el álbum fue certificado oro por Music Canada, denotando envíos de más de 40 000 copias.

## Lista de canciones
Todas las canciones fueron escritas por Kato Khandwala, Taylor Momsen, y Ben Phillips.
| Going to Hell — Standard edition |                                          |               |          |  |
| N.º                              | Título                                   | Escritor(es)  | Duración |  |
| 1.                               | «Follow Me Down»                         | Taylor Momsen | 4:40     |  |
| 2.                               | «Going to Hell»                          | Momsen        | 4:36     |  |
| 3.                               | «Heaven Knows»                           | Momsen        | 3:44     |  |
| 4.                               | «House on a Hill»                        | Momsen        | 4:39     |  |
| 5.                               | «Sweet Things»                           | Momsen        | 5:04     |  |
| 6.                               | «Dear Sister»                            | Momsen        | 0:56     |  |
| 7.                               | «Absolution»                             | Momsen        | 4:34     |  |
| 8.                               | «Blame Me»                               | Momsen        | 4:27     |  |
| 9.                               | «Burn»                                   | Momsen        | 1:48     |  |
| 10.                              | «Why'd You Bring a Shotgun to the Party» | Momsen        | 3:20     |  |
| 11.                              | «Fucked Up World»                        | Momsen        | 4:16     |  |
| 12.                              | «Waiting for a Friend»                   | Momsen        | 3:12     |  |

## Posición en las listas
| Lista (2014)                            | Posición máxima |
| --------------------------------------- | --------------- |
| Australia (ARIA)                        | 20              |
| Austria (Ö3 Austria)                    | 28              |
| Bélgica (Ultratop flamenca)             | 57              |
| Bélgica (Ultratop valona)               | 28              |
| Canadá (Billboard Canadian Albums)      | 5               |
| Dinamarca (Hitlisten)                   | 33              |
| Países Bajos (Album Top 100)            | 58              |
| Francia (SNEP)                          | 46              |
| Alemania (Media Control Charts)         | 35              |
| Japan (Oricon)                          | 50              |
| Nueva Zelanda (Recorded Music NZ)       | 19              |
| España (PROMUSICAE)                     | 68              |
| Suiza (Schweizer Hitparade)             | 35              |
| Reino Unido (UK Albums Chart)           | 8               |
| Reino Unido (UK Independent Albums)     | 1               |
| Reino Unido (UK Rock & Metal Albums)    | 1               |
| Estados Unidos (Billboard 200)          | 5               |
| Estados Unidos (Top Alternative Albums) | 2               |
| Estados Unidos (Top Hard Rock Albums)   | 1               |
| Estados Unidos (Top Rock Albums)        | 2               |

| Lista (2014)                          | Posición |
| ------------------------------------- | -------- |
| US Billboard 200                      | 181      |
| US Top Alternative Albums (Billboard) | 32       |
| US Top Hard Rock Albums (Billboard)   | 10       |
| US Top Rock Albums (Billboard)        | 43       |

| Lista (2015)                        | Posición |
| ----------------------------------- | -------- |
| US Top Hard Rock Albums (Billboard) | 21       |

## Lanzamiento
| Región         | Fecha                   | Formato             | Edición         | Sello                | Ref.                        |
| -------------- | ----------------------- | ------------------- | --------------- | -------------------- | --------------------------- |
| Japón          | 12 de marzo de 2014     | CD/Descarga digital | Estándar        | Victor Entertainment | [ 35 ] [ 36 ]               |
| Alemania       | 14 de marzo de 2014     | CD/Descarga digital | Estándar        | Cooking Vinyl        | [ 37 ] [ 38 ] [ 39 ] [ 40 ] |
| Alemania       | 14 de marzo de 2014     | LP                  | Estándar        | Cooking Vinyl        | [ 41 ]                      |
| Reino Unido    | 16 de marzo de 2014     | Descarga digital    | Estándar/Deluxe | Cooking Vinyl        | [ 42 ] [ 43 ]               |
| Francia        | 17 de marzo de 2014     | CD                  | Estándar        | Cooking Vinyl        | [ 44 ]                      |
| Francia        | 17 de marzo de 2014     | Descarga digital    | Estándar        | Cooking Vinyl        | [ 45 ] [ 46 ]               |
| Reino Unido    | 17 de marzo de 2014     | CD                  | Estándar        | Cooking Vinyl        | [ 47 ] [ 48 ]               |
| Reino Unido    | 17 de marzo de 2014     | LP                  | Estándar        | Cooking Vinyl        | [ 49 ]                      |
| Canadá         | 18 de marzo de 2014     | CD                  | Limitada        | Universal            | [ 50 ]                      |
| Canadá         | 18 de marzo de 2014     | LP                  | Estándar        | Universal            | [ 50 ]                      |
| Canadá         | 18 de marzo de 2014     | Descarga digital    | Deluxe          | Universal            | [ 51 ]                      |
| Estados Unidos | 18 de marzo de 2014     | CD                  | Limitada        | Razor & Tie          | [ 52 ]                      |
| Estados Unidos | 18 de marzo de 2014     | LP                  | Estándar        | Razor & Tie          | [ 53 ]                      |
| Estados Unidos | 18 de marzo de 2014     | Descarga digital    | Deluxe          | Razor & Tie          | [ 54 ]                      |
| Australia      | 21 de marzo de 2014     | CD                  | Estándar        | Cooking Vinyl        | [ 55 ] [ 56 ] [ 57 ] [ 58 ] |
| Japón          | 19 de noviembre de 2014 | CD + DVD            | Deluxe          | Victor Entertainment | [ 59 ]                      |

## Créditos
The Pretty Reckless
- Taylor Momsen - vocales
- Ben Phillips - guitarra, voz secundaria
- Mark Damon - bajo
- Jamie Perkins - batería

Personal adicional
- Bronxville Union Free School District - voces secundarias ("Heaven Knows")
- Jeremy Gillespie - armónica ("Waiting for a Friend")
- Daniel Hastings - fotografía
- Jenna Haze - voz secundaria ("Follow Me Down")
- Kato Khandwala - ingeniería, remezclas, producción
- Ted Jensen - remasterización
- Adam Larson - dirección artística